# Série 81-720/721
 (juin 2016).
Si vous disposez d'ouvrages ou d'articles de référence ou si vous connaissez des sites web de qualité traitant du thème abordé ici, merci de compléter l'article en donnant les références utiles à sa vérifiabilité et en les liant à la section « Notes et références ».
La série 81-820/821 sont des rames de métro russes construites par la société Metrowagonmash et circulant sur les lignes 10 du métro de Moscou.

## Propriétés
Les motrices disposent chacune de quatre moteurs DC-120 et disposent du pilotage automatique (système JSC-Metrowagonmash nommé Vytiaz-1) et d'un système de contrôle à thyristors développés par AEC. Elles vont à la vitesse maximale de 100 km/h contrairement à leurs prédécesseurs qui sont limités à 90 km/h. Chaque motrice mesure 20 m de long, et les remorques 19,21 m, mais dans les deux cas la largeur est de 2,7 m et la hauteur 3,644 m.